# Euherdmania divida
Euherdmania divida är en sjöpungsart som beskrevs av Monniot 200. Euherdmania divida ingår i släktet Euherdmania och familjen Euherdmanniidae. Inga underarter finns listade i Catalogue of Life.